# أوريدو سلطنة عمان
أوريدو عُمان (نورس سابقاً) هي شركة اتصالات عُمانية مملوكة لشركة أوريدو، مجموعة كيوتل سابقًا، وهي أول شركة اتصالات مملوكة للقطاع الخاص في السلطنة، وتخدم مليوني عميل بدايةً من أغسطس 2010. توفر خدمات الصوت والبيانات كخدمات 2.75G و3G+ و4G و5G والألياف. تم إدراجها في سوق مسقط للأوراق المالية منذ عام 2010، وهي رابع أكبر شركة اتصالات من حيث القيمة السوقية.

## التاريخ
تأسست الشركة عام 2004. توفرالشركة خدمات الصوت والإنترنت للخطوط الأرضية. كما تقدم خدمات الهاتف المحمول المدفوعة وخدمة الإنترنت عبر الهاتف المحمول. تم التعامل مع النطاق العريض المنزلي والصوت بواسطة تقنية واي ماكس ولكن يتم تحويلها إلى تطور طويل الأمد (LTE).  كانت أوريدو أول من نشر 3G+ وهي المشغل الوحيد الذي نشر واي ماكس تجاريًا في عُمان. توفر الشركة أيضًا خدمات واي فاي للمقاهي والمطاعم والفنادق والمدارس. أنشأت أوريدو أكبر منطقة واي فاي عامة في عُمان، وهي واي فاي أوريدو في مسقط غراند مول. في عام 2015، قاموا بتثبيت شبكة الألياف الضوئية في جميع أنحاء عُمان.

## الجوائز
حصلت شركة أوريدو على جائزة الشركة الرائدة في مجال علاقات المستثمرين في سلطنة عمان لعام 2022. وقد نُظم هذا الحدث من قبل جمعية علاقات المستثمرين في الشرق الأوسط MEIRA في المؤتمر السنوي وحفل توزيع جوائز علاقات المستثمرين في الرياض، ويشيد هذا التكريم بالعلاقات الفعالة للشركة مع مساهميها ومحلليها وأصحاب المصلحة الآخرين داخل مجتمع الاستثمار. حصلت شركة أوريدو على جائزة شركة الاتصالات الأكثر ابتكارًا في التحول الرقمي في عُمان عام 2023 في حفل توزيع جوائز Global Business Outlook.

## روابط خارجية
- الموقع الرسمي